# ストロンチウムの同位体
ストロンチウム（Sr）の同位体のうち天然に存在するものは、84Sr（0.56%）、86Sr（9.86%）、87Sr（7.0%）、88Sr（82.58%）の4種類がある。標準原子量は87.62(1) uである。
このうち87Srは、天然放射性同位体である半減期4.88×1010年の87Rbの崩壊により生成する場合と、84Sr、86Sr、88Srとともに宇宙の元素合成の際にできたものと2つの起源がある。そのため、87Sr/86Srの比は、地質学の論文ではしばしば報告されるパラメータであり、鉱物や岩石での値はおおよそ0.7から4.0以上をとる。ストロンチウムはカルシウムと似た電子配置であるため、鉱物の中でカルシウムの代わりに入ることがある。

## 概要
ストロンチウムには16種類の不安定同位体が存在することが知られている。その中で最も重要なのは半減期が28.78年の90Srである。核分裂反応の副産物として核爆発の放射性降下物の中に見られるが、ストロンチウムは揮発性化合物をつくり難いため、通常運転中の原子炉からの排気中には含まれないとされている。カルシウムの代わりに骨に蓄積されて健康被害を引き起こす。90Srは電子と反ニュートリノを放出しながらベータ崩壊し、90Yとなる。
{\displaystyle {\ce {{}_{38}^{90}Sr\ \to \ {}_{39}^{90}Y+{{\mathit {e}}^{-}}+{\bar {\nu }}_{e}}}}
1986年のチェルノブイリ原子力発電所事故では、広範囲が90Srに汚染された。
90Srは高エネルギーの電子を放出する同位体の中で最も寿命が長いものの一つであることから、原子力補助動力装置(SNAP)に使われている。この装置は、軽量、長寿命という特徴を持つことから、宇宙船や遠隔気象ステーション等に使われることになっている。

## 分析方法
放射性ストロンチウムの量を測定するためには、純粋なストロンチウムを精製抽出し崩壊で生成されるイットリウム (Y) から発せられるベータ線を測定する必要がある。処理の概要は、放射性の90Srを含む安定体のストロンチウムとともにイオン交換樹脂吸着法や強酸水溶液による酸抽出及びシュウ酸塩法などの処理により、他のアルカリ土類元素（Ca、Ba、Ra）と分離する。その後、放射平衡が成立するまで一定期間 (約2週間程度) 放置して娘核種であるイットリウム (Y) の放射性同位体 (90Y) を生成させ、これをSrから分離し、90Yからのエネルギー2.26 MeVのベータ線を高感度な2πガスフロー型比例計数器を使用し計測する。90Yは半減期64.2時間であることから90Yが減衰するまで複数回の計測を行うことで90Srの量を決定することが出来る。また、同時に分析を行った試料のSr回収率を別途求めておく必要もある。

## 体内被曝
ストロンチウムはカルシウムと化学的性質が類似するため、動物体内では摂取されると一部は排泄されるものの大部分が骨に取り込まれて体内で90Srおよびその娘核種の90Yがβ線を放出し続ける。崩壊時にγ線は殆ど放出しないが、90Yの崩壊においては極一部、90Zrの励起状態の核種である1.761 MeV順位（スピン0+, 0.01%）および2.186 MeV順位（スピン2+, 1.4×10-6%）への崩壊に進む。また半減期が比較的長いため放射線を長期間に亘って出し続けることになる。特に内部被曝による骨腫瘍の危険性がある。
アルギン酸と強く結合するため、アルギン酸の摂食により人体への吸収の抑制が可能である。

## 一覧
| 同位体核種 | Z(p)            | N(n)            | 同位体質量 (u)  | 半減期           | 核スピン数 | 天然存在比 | 天然存在比 (範囲) |
| 同位体核種 | 励起エネルギー  | 励起エネルギー  | 励起エネルギー  | 半減期           | 核スピン数 | 天然存在比 | 天然存在比 (範囲) |
| ---------- | --------------- | --------------- | --------------- | ---------------- | ---------- | ---------- | ----------------- |
| 73Sr       | 38              | 35              | 72.96597(64)#   | >25 ms           | 1/2-#      |            |                   |
| 74Sr       | 38              | 36              | 73.95631(54)#   | 50# ms [>1.5 µs] | 0+         |            |                   |
| 75Sr       | 38              | 37              | 74.94995(24)    | 88(3) ms         | (3/2-)     |            |                   |
| 76Sr       | 38              | 38              | 75.94177(4)     | 7.89(7) s        | 0+         |            |                   |
| 77Sr       | 38              | 39              | 76.937945(10)   | 9.0(2) s         | 5/2+       |            |                   |
| 78Sr       | 38              | 40              | 77.932180(8)    | 159(8) s         | 0+         |            |                   |
| 79Sr       | 38              | 41              | 78.929708(9)    | 2.25(10) min     | 3/2(-)     |            |                   |
| 80Sr       | 38              | 42              | 79.924521(7)    | 106.3(15) min    | 0+         |            |                   |
| 81Sr       | 38              | 43              | 80.923212(7)    | 22.3(4) min      | 1/2-       |            |                   |
| 82Sr       | 38              | 44              | 81.918402(6)    | 25.36(3) d       | 0+         |            |                   |
| 83Sr       | 38              | 45              | 82.917557(11)   | 32.41(3) h       | 7/2+       |            |                   |
| 83mSr      | 259.15(9) keV   | 259.15(9) keV   | 259.15(9) keV   | 4.95(12) s       | 1/2-       |            |                   |
| 84Sr       | 38              | 46              | 83.913425(3)    | STABLE           | 0+         | 0.0056(1)  | 0.0055-0.0058     |
| 85Sr       | 38              | 47              | 84.912933(3)    | 64.853(8) d      | 9/2+       |            |                   |
| 85mSr      | 238.66(6) keV   | 238.66(6) keV   | 238.66(6) keV   | 67.63(4) min     | 1/2-       |            |                   |
| 86Sr       | 38              | 48              | 85.9092602(12)  | STABLE           | 0+         | 0.0986(1)  | 0.0975-0.0999     |
| 86mSr      | 2955.68(21) keV | 2955.68(21) keV | 2955.68(21) keV | 455(7) ns        | 8+         |            |                   |
| 87Sr       | 38              | 49              | 86.9088771(12)  | STABLE           | 9/2+       | 0.0700(1)  | 0.0694-0.0714     |
| 87mSr      | 388.533(3) keV  | 388.533(3) keV  | 388.533(3) keV  | 2.815(12) h      | 1/2-       |            |                   |
| 88Sr       | 38              | 50              | 87.9056121(12)  | STABLE           | 0+         | 0.8258(1)  | 0.8229-0.8275     |
| 89Sr       | 38              | 51              | 88.9074507(12)  | 50.57(3) d       | 5/2+       |            |                   |
| 90Sr       | 38              | 52              | 89.907738(3)    | 28.90(3) a       | 0+         |            |                   |
| 91Sr       | 38              | 53              | 90.910203(5)    | 9.63(5) h        | 5/2+       |            |                   |
| 92Sr       | 38              | 54              | 91.911038(4)    | 2.66(4) h        | 0+         |            |                   |
| 93Sr       | 38              | 55              | 92.914026(8)    | 7.423(24) min    | 5/2+       |            |                   |
| 94Sr       | 38              | 56              | 93.915361(8)    | 75.3(2) s        | 0+         |            |                   |
| 95Sr       | 38              | 57              | 94.919359(8)    | 23.90(14) s      | 1/2+       |            |                   |
| 96Sr       | 38              | 58              | 95.921697(29)   | 1.07(1) s        | 0+         |            |                   |
| 97Sr       | 38              | 59              | 96.926153(21)   | 429(5) ms        | 1/2+       |            |                   |
| 97m1Sr     | 308.13(11) keV  | 308.13(11) keV  | 308.13(11) keV  | 170(10) ns       | (7/2)+     |            |                   |
| 97m2Sr     | 830.8(2) keV    | 830.8(2) keV    | 830.8(2) keV    | 255(10) ns       | (11/2-)#   |            |                   |
| 98Sr       | 38              | 60              | 97.928453(28)   | 0.653(2) s       | 0+         |            |                   |
| 99Sr       | 38              | 61              | 98.93324(9)     | 0.269(1) s       | 3/2+       |            |                   |
| 100Sr      | 38              | 62              | 99.93535(14)    | 202(3) ms        | 0+         |            |                   |
| 101Sr      | 38              | 63              | 100.94052(13)   | 118(3) ms        | (5/2-)     |            |                   |
| 102Sr      | 38              | 64              | 101.94302(12)   | 69(6) ms         | 0+         |            |                   |
| 103Sr      | 38              | 65              | 102.94895(54)#  | 50# ms [>300 ns] |            |            |                   |
| 104Sr      | 38              | 66              | 103.95233(75)#  | 30# ms [>300 ns] | 0+         |            |                   |
| 105Sr      | 38              | 67              | 104.95858(75)#  | 20# ms [>300 ns] |            |            |                   |